# Gabba Gabba
Gabba Gabba är ett humorprogram för barn på SVT Barn som sändes från och med 14 april 2010.
Programmet är uppbyggt av olika sketcher och bygger bland annat på slapstickhumor.
Följande personer har medverkat i programmet under perioder: Amelie Nörgaard, Kristoffer Svensson, Josefin Johansson, Sanna Persson Halapi, Valle Westesson, Anders Johansson, Anna Blomberg, Anna Granath, Jesper Rönndahl och Daniel Gustavsson.
I programmen förekommer också gästartister som bidrar med en humoristisk låt, bland andra Amy Diamond, Sarah Dawn Finer och Promoe.